# 郭日烜
郭日烜（1545年—1592年），字宗實，號旭東，福建泉州府同安縣人。明朝政治人物。

## 生平
萬曆元年（1573年）癸酉科福建鄉試第十九名舉人，十七年（1589年）己丑科進士，户部觀政，本年六月授四川嘉定州知州，莅任甫年余，循聲播川南。二十年（1592年）正月大计後調簡，三月改知雲南安寧州。因思念母親，急于歸鄉，乃沿着長江入湖廣，而日烜及長子郭基迎之荆州，跪請母前，欲乞養歸，母不可，日烜不忍别母，奉与偕行，至龍津卒，年四十八。僅遗圖書數卷，周身幾不能備喪。

## 家族
曾祖郭文遲，恩例冠带。祖父郭貴則，號厚斋。父郭棟，號次衢，增廣生。母叶孺人，兄琼州知府肖野公。（子）郭朝基、郭朝奎。